# Euonymus glandulosus
Euonymus glandulosus е вид растение от семейство Чашкодрянови (Celastraceae).

## Разпространение
Това е дърво, местно в Борнео и Филипините.